# Schefflera tomentosa
Schefflera tomentosa är en araliaväxtart som först beskrevs av Carl Ludwig von Blume, och fick sitt nu gällande namn av Hermann August Theodor Harms. Schefflera tomentosa ingår i släktet Schefflera och familjen araliaväxter. Inga underarter finns listade.